# ازناب خالصه (هوراند)
ازناب خالصه یکی از روستاهای استان آذربایجان شرقی است که در دهستان چهاردانگه بخش مرکزی شهرستان هوراند واقع شده‌است. این روستا225 نفر جمعیت دارد.